# Festival di Sanremo 1966
Il sedicesimo Festival di Sanremo si svolse al Salone delle feste del Casinò di Sanremo dal 27 al 29 gennaio 1966 con la conduzione, per la quarta volta consecutiva, di Mike Bongiorno, nell'occasione affiancato da Paola Penni e Carla Maria Puccini. Quest'ultima fu protagonista di un curioso episodio: durante l'ultima serata ebbe improvvisamente un malore e si accasciò sul palco, ma Bongiorno (sospettando che tale svenimento fosse solo una messinscena della Puccini per attirare l'attenzione su di sé) andò tranquillamente avanti con la presentazione della kermesse, facendo finta di nulla.
Canzone vincitrice fu Dio, come ti amo interpretata da Domenico Modugno (alla sua quarta vittoria in nove edizioni) e Gigliola Cinquetti (ancora minorenne e vincitrice per la seconda volta dopo l'exploit di due anni prima). Fu la prima volta nella storia della manifestazione in cui la canzone vincitrice fosse opera di un solo autore che ne fosse anche l'interprete. Fu anche l'unico caso di canzone italiana presentata all'Eurovision Song Contest che totalizzò zero punti.
Dopo il festival conobbe un grande successo commerciale la seconda classificata, Nessuno mi può giudicare, scritta originariamente per Adriano Celentano (che la rifiutò) e interpretata quindi dallo statunitense Gene Pitney e soprattutto dall'esordiente Caterina Caselli, la quale si presentò contro il parere dei genitori. Non fu da meno Il ragazzo della via Gluck, interpretata da Celentano e il Trio del Clan (ovvero Ico Cerutti, Pilade e Gino Santercole), divenuto in poco tempo un vero e proprio inno ambientalista. L'esclusione del brano di Celentano dalla finale provocò la viva protesta da parte dei "fedelissimi" del Clan, che invasero polemicamente il Casinò e sostennero con eccessivo vigore I Ribelli, unici rappresentanti dell'etichetta rimasti in gara, fino a portare all'intervento delle forze dell'ordine e addirittura alla denuncia di Miki Del Prete. Il 1966 fu anche l'anno di esordio massiccio dei complessi, tutti - a parte i Ribelli - eliminati dalla finale.

## Partecipanti

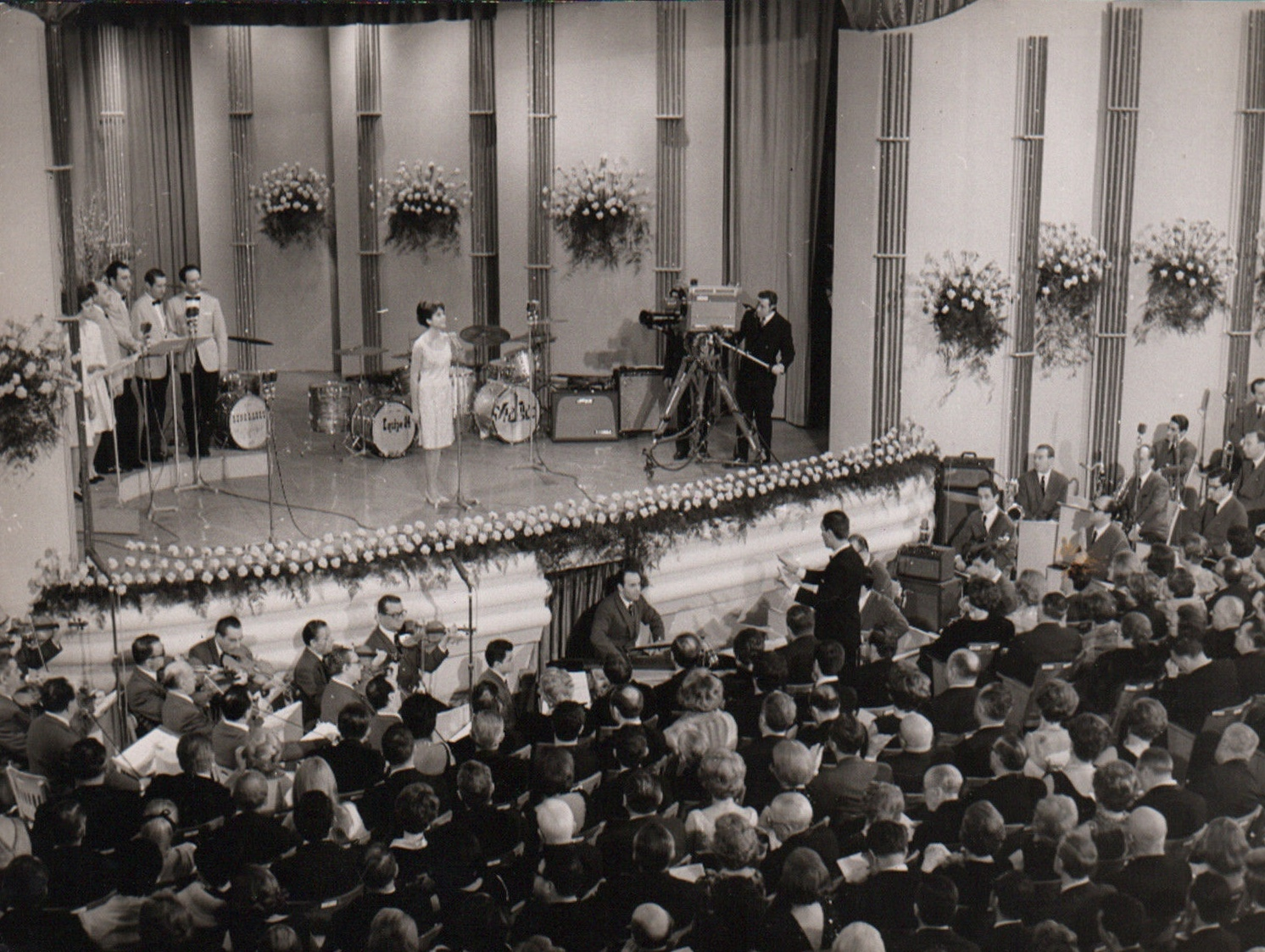
Gigliola Cinquetti mentre interpreta Dio, come ti amo!. È ben visibile la scenografia.

| Interprete                               | Ultime partecipazioni al Festival |
| ---------------------------------------- | --------------------------------- |
| Adriano Celentano                        | 1961                              |
| Anna Identici                            | Esordiente                        |
| Anna Marchetti                           | Esordiente                        |
| Bobby Solo                               | 1965                              |
| Bobby Vinton                             | Esordiente                        |
| Caterina Caselli                         | Esordiente                        |
| Chad & Jeremy                            | Esordienti                        |
| Claudio Villa                            | 1964                              |
| Domenico Modugno                         | 1964                              |
| Edoardo Vianello                         | 1961                              |
| Equipe 84                                | Esordienti                        |
| Franco Tozzi                             | 1965                              |
| Françoise Hardy                          | Esordiente                        |
| Gene Pitney                              | 1965                              |
| Gigliola Cinquetti                       | 1965                              |
| Gino                                     | Esordiente                        |
| Gino Paoli                               | 1964                              |
| Giorgio Gaber                            | 1964                              |
| Giuseppe Di Stefano                      | Esordiente                        |
| I Ribelli                                | Esordienti                        |
| Iva Zanicchi                             | 1965                              |
| John Foster                              | 1965                              |
| Les Surfs                                | 1965                              |
| Luciana Turina                           | Esordiente                        |
| Luciano Tomei                            | Esordiente                        |
| Lucio Dalla                              | Esordiente                        |
| Luis Alberto del Paranà e Los Paraguayos | Esordienti                        |
| Milva                                    | 1965                              |
| Nicola Di Bari                           | 1965                              |
| Orietta Berti                            | Esordiente                        |
| Ornella Vanoni                           | 1965                              |
| P. J. Proby                              | Esordiente                        |
| Paola Bertoni                            | Esordiente                        |
| Pat Boone                                | Esordiente                        |
| Peppino Gagliardi                        | 1965                              |
| Pino Donaggio                            | 1965                              |
| Plinio Maggi                             | Esordiente                        |
| Remo Germani                             | 1965                              |
| Ricardo                                  | Esordiente                        |
| Richard Anthony                          | Esordiente                        |
| Sergio Endrigo                           | Esordiente                        |
| The New Christy Minstrels                | 1965                              |
| The Renegades                            | Esordienti                        |
| The Yardbirds                            | Esordienti                        |
| Trio del Clan                            | Esordienti                        |
| Vic Dana                                 | Esordiente                        |
| Wilma Goich                              | 1965                              |

## Classifica, canzoni e cantanti
| Posizione     | Interprete                                               | Canzone                         | Autori                                         | Voti ricevuti |
| ------------- | -------------------------------------------------------- | ------------------------------- | ---------------------------------------------- | ------------- |
| 1º            | Domenico Modugno - Gigliola Cinquetti                    | Dio, come ti amo                | D. Modugno                                     | 77            |
| 2º            | Caterina Caselli - Gene Pitney                           | Nessuno mi può giudicare        | D. Pace, M. Panzeri, L. Beretta e M. Del Prete | 31            |
| 3º            | Wilma Goich - Les Surfs                                  | In un fiore                     | C. Donida e Mogol                              | 19            |
| 4º            | Pino Donaggio - Claudio Villa                            | Una casa in cima al mondo       | P. Donaggio e V. Pallavicini                   | 16            |
| 5º            | Anna Identici - The New Christy Minstrels                | Una rosa da Vienna              | G. Guarnieri e B. Lauzi                        | 14            |
| 6º (ex aequo) | Orietta Berti - Ornella Vanoni                           | Io ti darò di più               | M. Remigi e A. Testa                           | 11            |
| 6º (ex aequo) | Giorgio Gaber - Pat Boone                                | Mai mai mai Valentina           | G. Colonnello e A. Testa                       | 11            |
| 8º            | Edoardo Vianello - Françoise Hardy                       | Parlami di te                   | E. Vianello e V. Pallavicini                   | 9             |
| 9º (ex aequo) | Sergio Endrigo - Chad & Jeremy                           | Adesso sì                       | S. Endrigo                                     | 8             |
| 9º (ex aequo) | Milva - Richard Anthony                                  | Nessuno di voi                  | G. Kramer e V. Pallavicini                     | 8             |
| 9º (ex aequo) | Peppino Gagliardi - Pat Boone                            | Se tu non fossi qui             | C. A. Rossi e M. Terzi                         | 8             |
| 12º           | Remo Germani - Les Surfs                                 | Così come viene                 | E. Leoni e V. Pallavicini                      | 6             |
| 13º           | Iva Zanicchi - Vic Dana                                  | La notte dell'addio             | A. Amadesi, G. Diverio, M. Remigi e A. Testa   | 5             |
| 14º           | I Ribelli - The New Christy Minstrels                    | A la buena de Dios              | G. Malgoni e B. Pallesi                        | 1             |
| NF            | Luciana Turina - Gino                                    | Dipendesse da me                | V. Pallavicini e I. Pattacini                  |               |
| NF            | Adriano Celentano - Trio del Clan                        | Il ragazzo della via Gluck      | L. Beretta, M. Del Prete e A. Celentano        |               |
| NF            | Franco Tozzi - Bobby Vinton                              | Io non posso crederti           | G. Marchetti e G. Sanjust                      |               |
| NF            | Anna Marchetti - Plinio Maggi                            | Io ti amo                       | G. Fallabrino e P. Maggi                       |               |
| NF            | Gino Paoli - Ricardo                                     | La carta vincente               | G. Paoli                                       |               |
| NF            | Nicola Di Bari - Gene Pitney                             | Lei mi aspetta                  | V. Pallavicini e A. Baldan Bembo               |               |
| NF            | Lucio Dalla - The Yardbirds                              | Pafff... bum!                   | S. Bardotti e G. F. Reverberi                  |               |
| NF            | Giuseppe Di Stefano - P. J. Proby                        | Per questo voglio te            | Mogol e M. Deponti                             |               |
| NF            | Luciano Tomei - Luis Alberto del Paranà e Los Paraguayos | Quando vado sulla riva          | F. Maresca e M. Pagano                         |               |
| NF            | Bobby Solo - The Yardbirds                               | Questa volta                    | Mogol e R. Satti                               |               |
| NF            | John Foster - Paola Bertoni                              | Se questo ballo non finisse mai | V. Pallavicini e G. Mescoli                    |               |
| NF            | Equipe 84 - The Renegades                                | Un giorno tu mi cercherai       | Pantros e F. Campanino                         |               |

## Regolamento
Due interpretazioni per brano, 14 brani qualificati per la serata finale.

## Orchestra
Orchestra diretta dai maestri: Renato Angiolini, Pino Calvi, Nello Ciangherotti, Gianni Fallabrino, Gianfranco Intra, Gorni Kramer, Jan Langosz, Ezio Leoni, Giulio Libano, Ray Conniff, Detto Mariano, Augusto Martelli, Gino Mescoli, Mario Migliardi, Gianfranco Monaldi, Ennio Morricone, Iller Pattacini, Franco Pisano, Gian Piero Reverberi, Sauro Sili, Gianfranco Tadini.

## Organizzazione
ATA

## Direzione artistica
Gianni Ravera